# Rue Messidor
La rue Messidor est une voie située dans le quartier du Bel-Air du 12e arrondissement de Paris, en France.

## Origine du nom
Elle porte le nom de « messidor », 10e mois de l'année dans le calendrier républicain.

## Historique
Cette voie est une ancienne partie du sentier de Montempoivre, alors situé sur la commune de Saint-Mandé et qui est rattaché à la voirie de Paris par décret du 23 mai 1863, avant de prendre sa dénomination actuelle par arrêté du 5 avril 1932.